# کوه بندسر (جاده چالوس)
 کوه بند سر  یک کوه در البرز مرکزی رشته کوه البرز در استان البرز ایران است. این کوه ۲٬۷۷۶ متر ارتفاع دارد.